# Plectrocnemia tubulosa
Plectrocnemia tubulosa là một loài Trichoptera hóa thạch trong họ Polycentropodidae.